# 無齒翼龍屬
無齒翼龍屬又名羽齒龍，在希臘文的意思為“沒有牙齒的翅膀”，是一種白堊紀晚期的大型翼龍，平均翼展長達7公尺（23英呎），頭部後方有一個較長的頭冠。牠們生存於約8800萬年前到8000萬年前的晚白堊紀，在康尼亞克階、坎潘階和地獄溪組均有其存在，化石產地遍佈全球各地的海域，在美國尤其甚多，例如：堪薩斯州、阿拉巴馬州、內布拉斯加州、懷俄明州與南達科他州。
無齒翼龍是最大、最晚出現、化石發現最多的翼手龍亞目及翼龍目之一，也是地球中生代最具代表性的“飛行爬蟲類”。作為晚期的翼龍標誌，無齒翼龍把所有牙齒和大部分尾巴都退化了，讓身體重量減少到最低，方便進行長期的远洋飞行。牠們進行群居生活，亲代有“抚育幼体”和“築巢”的行为，這些習性和某些現代海鸟如出一轍。無齒翼龍以海洋中的各種魚類和菊石為主食，偶爾也會捕食海鳥、幼年恐龍、甚至小型滄龍類。
雖然無齒翼龍不屬於恐龍，但經常和非鳥恐龍一起在各種兒童讀物、電影、電子遊戲裡面出現，是大眾知名度非常高的飛行爬蟲。

## 敘述

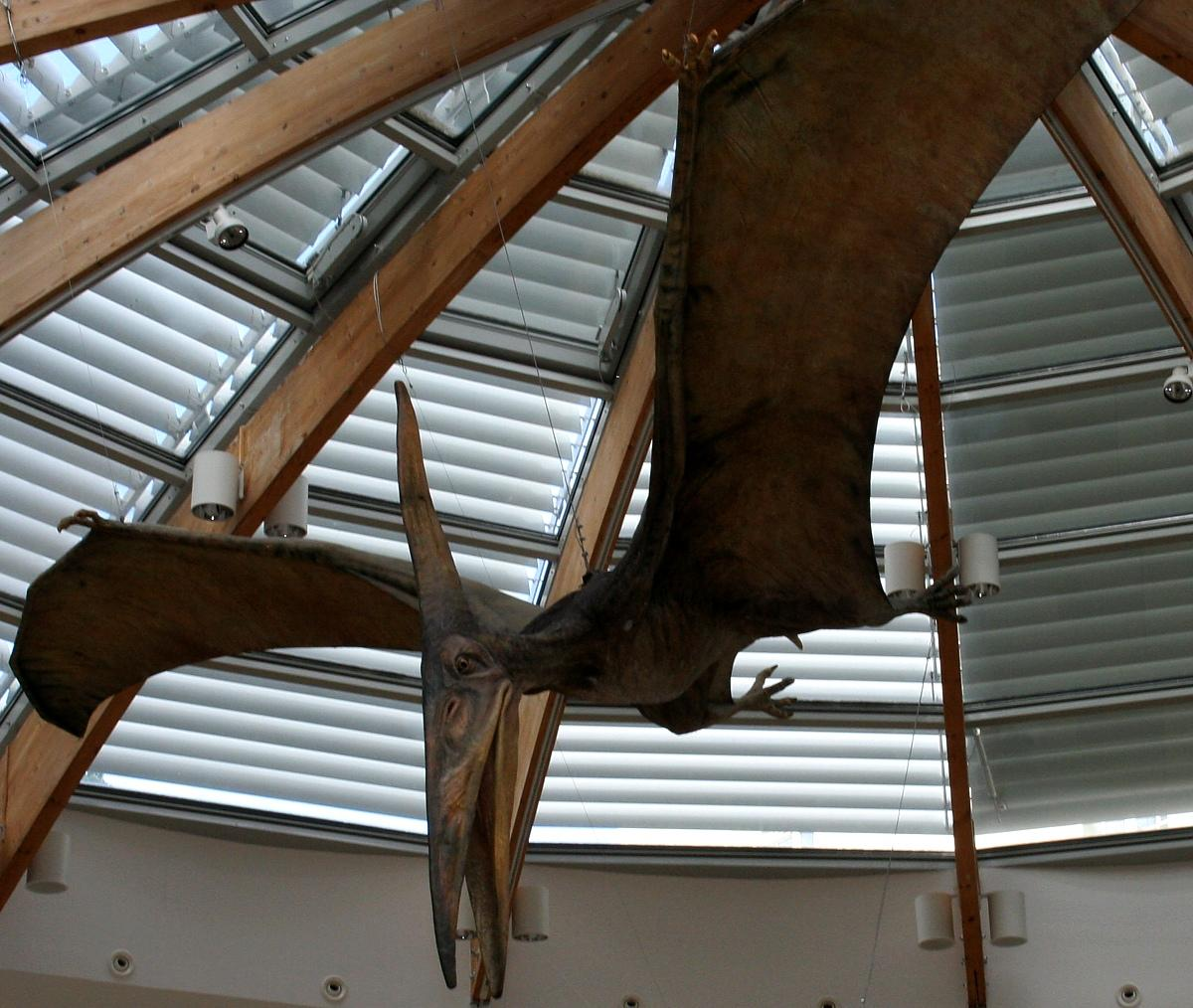
長頭無齒翼龍的模型

與較早的翼龍類不同，例如：喙嘴翼龍、翼手龍屬，無齒翼龍擁有缺乏牙齒的喙狀嘴，類似現代鳥類。
在1870年，無齒翼龍的化石首次發現於堪薩斯州的煙山河白堊地層，年代屬於白堊紀晚期。這些白堊地層是西部內陸海道的底層沉積物，西部內陸海道現在成為北美大陸的內陸。第一個無齒翼龍頭顱骨由化石收集家S. W. Williston，於1876年，在堪薩斯州華萊士郡的煙山河發現，S. W. Williston為奥塞内尔·查利斯·马什工作。
煙山河白堊地層屬於Niobrara組，自從1869年以來發現了許多化石，在這地層還發現了翼龍類、海龜、滄龍類、早期鳥類的化石。
無齒翼龍是爬行動物，但不是恐龍。根據定義，恐龍是擁有直立步態的雙弓動物，包括蜥臀目與鳥臀目。先進的翼手龍類（例如無齒翼龍）擁有半直立的步態，牠們的步態是獨立演化於恐龍的直立步態，而翼龍類缺乏恐龍臀部明顯的適應特徵。然而，翼龍類與恐龍關係非常密切，大多數古生物學家將他們列入鳥頸類主龍。

## 發現與種
自從1870年代以來，無齒翼龍已有許多種被發現，最著名的是模式種長頭無齒翼龍（P. longiceps）。牠是由奧塞內爾·查利斯·馬什在1876年命名。牠翼展長達7公尺。其他種包括稍大的斯氏無齒翼龍（P. sternbergi），翼展長達9公尺。Bennett等科學家將西方無齒翼龍（P. occidentalis）、殘酷無齒翼龍（P. velox）、P. umbrosus、鳥身女妖無齒翼龍（P. harpyia）、以及P. comptus等種歸類於疑名，牠們可能是更著名種的異名。
在無齒翼龍的各種中，斯氏無齒翼龍是第一個發現有直立頭冠的種。斯氏無齒翼龍的下頜有1.25公尺長。化石是在1952年由查爾斯·斯騰伯格（Charles Hazelius Sternberg）發現，由Harksen在1966年命名，體型比長頭無齒翼龍小，被認為是長頭無齒翼龍的祖先。H.W. Miller的1971年研究也得出相同的結論。
馬什將無齒翼龍屬定義為，與原先已知翼龍目各屬的不同處在於完全沒有牙齒。這意味者任何頜部碎片缺乏牙齒的翼龍類，不管在哪個地方發現，傾向被列於無齒翼龍屬。這造成大量的困擾，種也過多。任何缺乏牙齒且無法區別的物種，都歸類於無齒翼龍，變成垃圾箱类群，類似恐龍的斑龍。包括Bennett、Padian、安文、Kellner、以及Wellnhofer等著名學者曾研究過無齒翼龍屬的不同種。其中一種俄勒岡無齒翼龍（P. orogensis）其實並非無齒翼龍，而被重新命名為俄勒岡班尼特翼龍（Bennettazhia oregonensis）。同樣地，東方無齒翼龍（P. orientalis）也被重新命名為東方波氏翼龍（Bogolubovia orientale），並重新歸類於神龍翼龍科。

## 古生物學

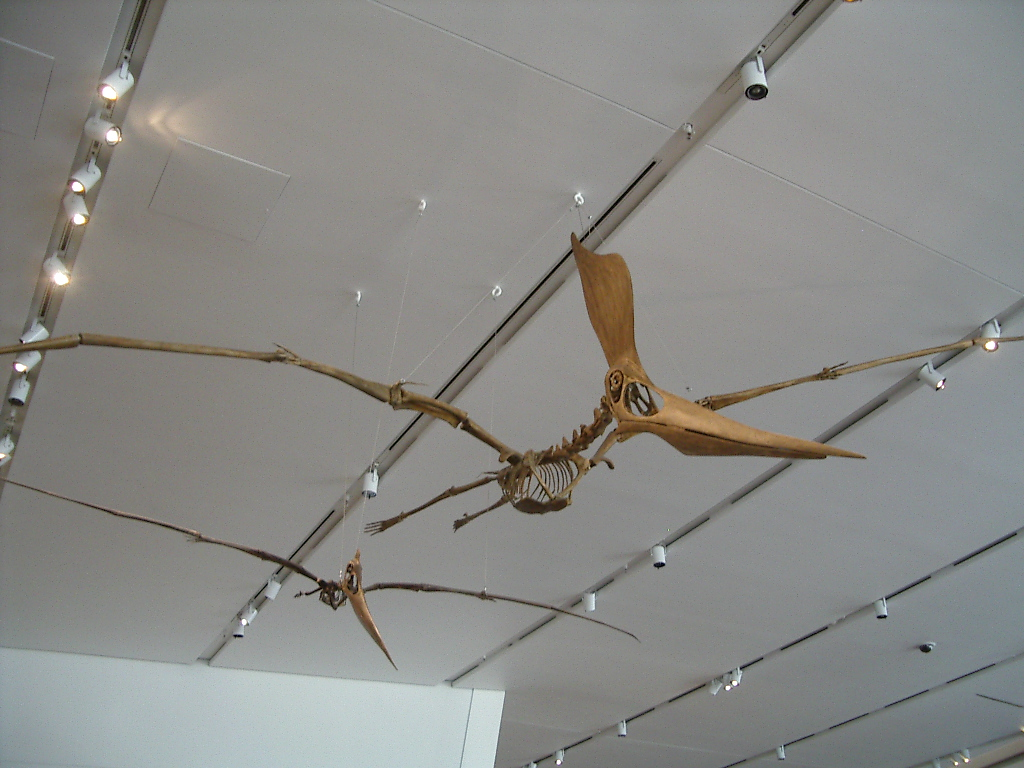
斯氏無齒翼龍的模型，位於多倫多皇家安大略博物館

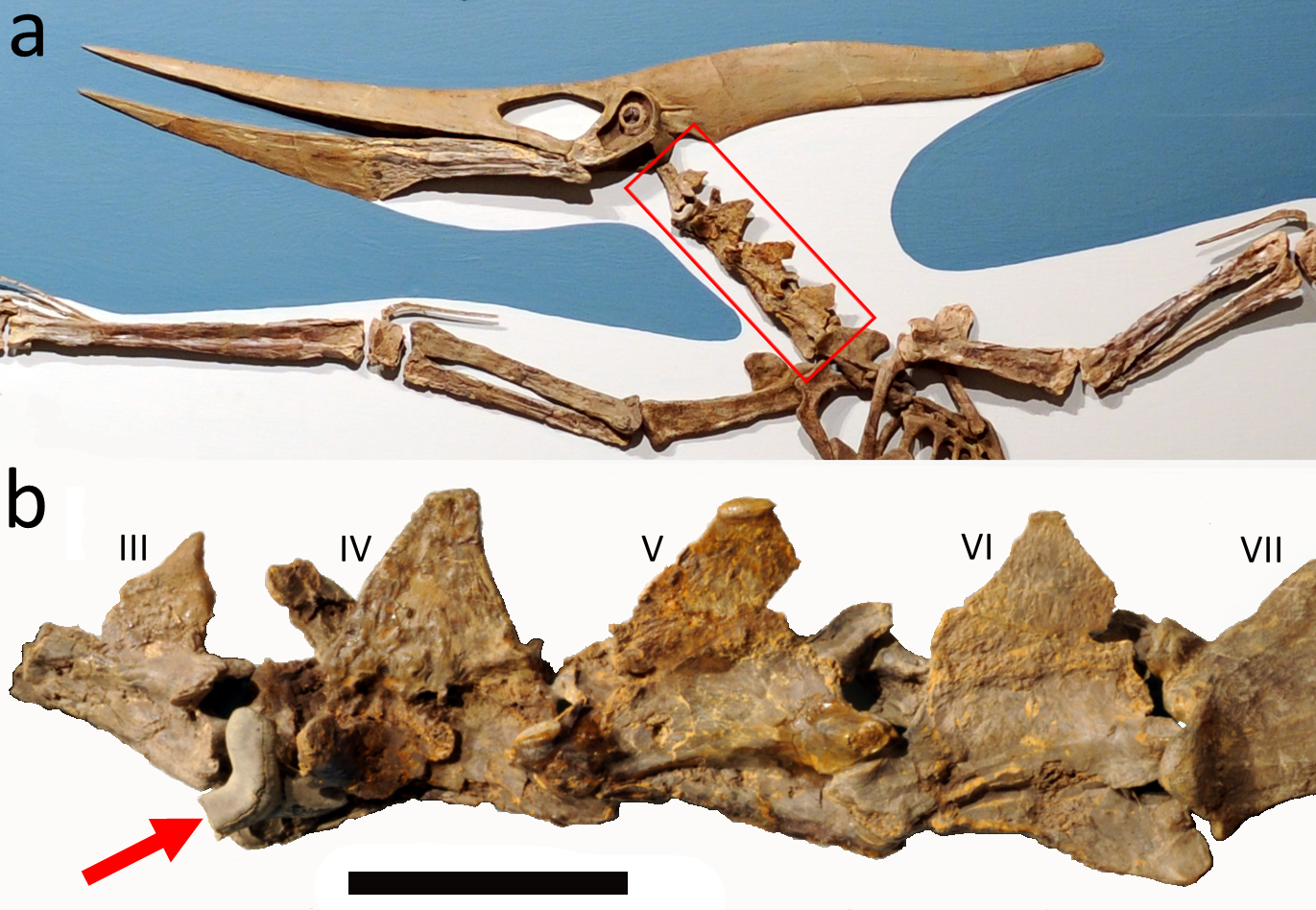
無齒翼龍的化石，其頸椎骨上有白堊刺甲鯊的牙齒崁入

無齒翼龍已知以魚類為食；因為曾在一個無齒翼龍化石的胃部位置發現魚骨頭化石，而在另一個無齒翼龍化石的嘴部發現已化石化的魚類食糜。無齒翼龍的翼形狀顯示牠們可能以類似現代信天翁的方式飛行，藉由上升熱氣流來滑翔。這個論點是根據無齒翼龍有高長寬比（9:1），類似信天翁的比例（8:1）。信天翁將大部分活動時間利用在海洋上捕食魚類，憑藉氣流和渦流的動力在空中動力滑翔，而不需要拍打翅膀，而不必借助海面上缺乏的上升氣流。然而，其他科學家認為無齒翼龍可以拍打牠們的翼，用牠們的力量飛行。牠們使用大而輕的翼，進行長距離飛行。無齒翼龍等翼龍類可能可採動力滑翔飛行，也可利用上升氣流來拍打飛行。近年的翼龍類風洞測試，將翅骨（Pteroid bone）保持在朝向前外下側的姿勢，以支撐者大型的前膜，測試證明前翼能產生相當高的升力，即使在高攻角的姿勢也一樣。與現代鳥類相比，翼龍類的胸骨脊較小，胸骨脊是胸肌的附著處。但翼龍類獨有的翅骨，使翼龍類可採動力飛行。

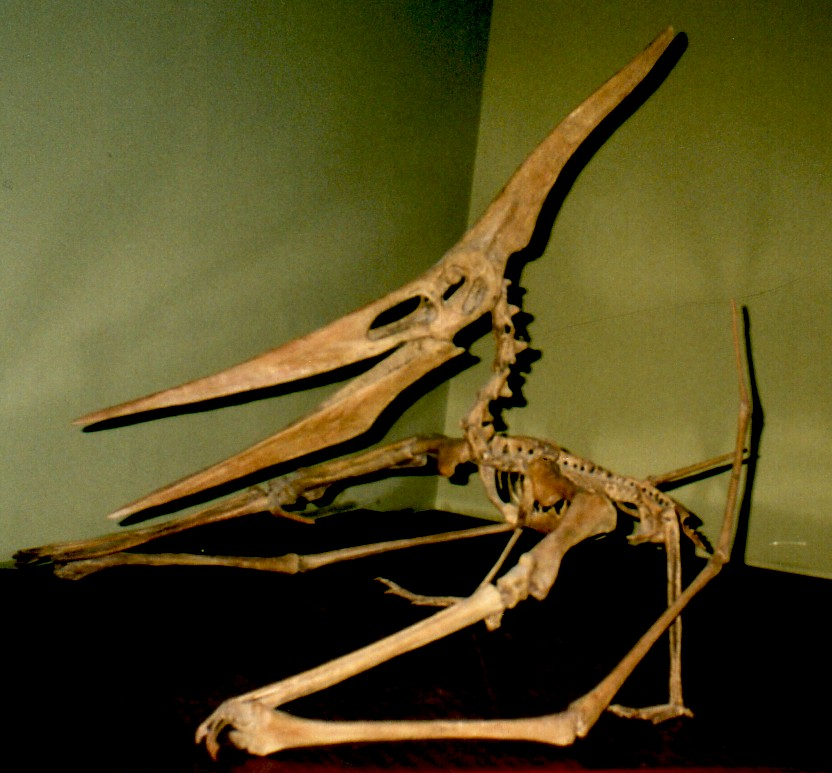
長頭無齒翼龍的骨架

無齒翼龍因為頭上的冠飾而著名。冠飾可能用於求偶時的炫耀，或作為方向舵用，或者兩者都有。也有科學家認為頭冠可以在飛行時保持身體的穩定。有論點認為雄性的冠飾較大，但只靠化石是很難分辨出冠飾形狀代表什麼性別或是哪些物種。
無齒翼龍在地面移動時，是採四足方式還是二足方式，曾經是過去爭論的主題之一。現在因為發現了數個翼龍類的足跡，大多數翼龍類研究人員認為無齒翼龍是採四足方式；某些近年的研究則認為無齒翼龍是採二足方式。 （页面存档备份，存于）在Bennett在2001的研究，以及Bramwell與Whitfield的研究裡，曾短暫討論過無齒翼龍游泳的可能性，現在在密西根州立大學正進行一項藉由形態度量學量化的研究無齒翼龍游泳的可能性。

## 大眾文化
在一般大眾用語裡，無齒翼龍常被錯誤地稱為翼手龍（Pterodactyl）。然而，翼手龍（Pterodactyl）並非這動物的屬名；而是常用來稱短尾的翼手龍類，翼手龍類包括：無齒翼龍（Pteranodon）、翼手龍屬（Pterodactylus）、以及風神翼龍（Quetzalcoatlus）。這個誤用可能因為無齒翼龍中常在大眾文化中，以典型翼手龍類出現。
在《侏羅紀公園》系列中，無齒翼龍是最常登場的古生物之一，曾在1997年的《侏羅紀公園：失落的世界》中最後短暫出現過，除了形象過瘦、頭頸過度彎折以外，和原本的無齒翼龍造型非常接近。
無齒翼龍在《侏羅紀公園III》中再度登場，III中的無齒翼龍被赋予了誇張的體型、力量與侵略性，尤其頭、身體、和腳都被放粗到原本的3倍以上，翼展被加大到10米不止，還有口中利齒、像猛禽一樣的俯衝抓握、挑選高聳的懸崖來筑巢，這些都與現實中的形象嚴重不符。古生物學家戴維·霍尼（Dave Hone）發現該電影仍保有過時又謬誤的翼龍類形象，例如學名為“無齒”而在電影中卻有牙齒、在寬度極窄的地方築巢、用脆弱的薄膜飛行而不是肌肉纖維。同时，翼龙不可能在抓握着一个健康少年的同时快速飞行，因为翼龙本身体重非常轻，如果负如此大的重量会直接栽向地面。体型的改变和攻击性可以用基因编辑解释，但是大到夸张的承重能力则不是任何基因编辑可以做到的，因为基因编辑无法违反物理法则。
在《侏羅紀世界》和其續作《侏羅紀世界：隕落王國》中，無齒翼龍體型又被縮小至5米左右（只有前作的一半，比現實中要小），頭冠被嚴重縮短，但是擁有了可以一擊就刺穿直升機擋風玻璃的“鋼針型鳥嘴”，並能夠集體狩獵、合作，在面對障礙物時還能垂直起降。這個版本的無齒翼龍被賦予了比現實中更高的智商和機動性。
在《侏羅紀世界：統霸天下》中，原本一直維持侏儸紀公園系列最大飛行生物的無齒翼龍，在電影預告中被風神翼龍超過。
無齒翼龍也出現在《與恐龍共舞特別篇》（Chased by Dinosaurs）、《海底霸王》（Sea Monsters）、《遠古入侵》（Primeval）等電視節目。
在早期電影特效專家雷·哈利豪森所參與製作的電影裡，1966年的《公元前一百萬年》（One Million Years B.C.）、1969年的《暴龍關吉》（The Valley of Gwangi）曾出現無齒翼龍；另外，1933年的《金剛》（King Kong）也出現過無齒翼龍。而《哥吉拉》系列電影中的飛行怪獸拉頓（ラドン），就是以無齒翼龍為原形。

## 外部連結
- Pteranodon at Oceans of Kansas （页面存档备份，存于）
- Documented finding of a young male Pteranodon sternbergi (Oceans of Kansas Paleontology) （页面存档备份，存于）